# Seznam písní Barbary Haščákové
Toto je seznam písní zpěvačky a skladatelky Barbary Haščákové

## Seznam
poz. -píseň - duet s - (autor hudby písně / autor textu písně)
(h:/t:) - doposud nezjištěný autor hudby nebo textu
- - autorské písně pro jiné interprety
- (na doplnění)

## A
- About Life - (K. Kern / Barbara Haščáková) - album: Me & My Music (2006)
- Afrika moja láska - Barbara Haščáková a Jozef Ráž a Continental Singers Slovakia - (Vašo Patejdl / Jozef Urban) - album: Fontána pre Zuzanu 3 (1999)
- Ak chceš - (Barbara Haščáková / Vlado Krausz) - album: Me & My Music (2006)
- Ako žiadna iná - (Barbara Haščáková / Vlado Krausz) - album: Me & My Music (2006)
- Akoby sa nič nestalo - (Barbara Haščáková / Vlado Krausz) - album: Me & My Music (2006), CD, DVD[1]
- Alan - (Barbara Haščáková, Andy / Barbara Haščáková) - album: Ver, že ja (1999), Moje naj (2002)
- Angels - (h: /t: ) - album: Christmas Album (2004)
- Anjel - Maduar - (Erik Aresta / Erik Aresta) - album: I Feel Good (1994)
- Anjel - MC Erik & Barbara - (Erik Aresta / Erik Aresta) - album: Me & My Music (2006) - DVD
- Anjel II - MC Erik & Barbara - (h: /t: ) - album: U can't stop 96 version (1996), Gold - Zlaté Hity (1999)
- Anjel II - (h: /t: ) - album: Moje naj (2002)
- Ave Maria - (h: /t: ) - album: Christmas Album (2004)
- Ave Maria - (Johann Sebastian Bach / Charles Gounod) - album: Christmas Album (2004)
- Ave Maria - (Franz Schubert / Franz Schubert) - album: Christmas Album (2004)
- Ave Maria - Barbara Haščáková a Martin Babjak - (Johann Sebastian Bach, Charles Gounod, arr. Andrej Turok / Andrej Turok, Pavel Vrba) - album: Poetica - Duety - Martin Babjak (1999)

## B
- Before Your Love - (Gary Burr, Desmond Child, Cathy Dennis / Gary Burr, Desmond Child, Cathy Dennis) - album: Me & My Music (2006), pôvodne pieseň naspievala Kelly Clarkson
- Be happy - MC Erik & Barbara - (Erik Aresta, Barbara Haščáková / Erik Aresta, Barbara Haščáková) - album: U can't stop (1995), U can't stop 96 version (1996)
- Believe - (Barbara Haščáková, Andy / Peter Kollár) - album: Barbara (1997)
- Blízky neznámy (pieseň pre Leona) - (Marián Čekovský / J. Uličný) - album: Ver, že ja (1999)
- Born in a ragga riddim - Maduar - (Juraj Matyinko, Erik Aresta / Erik Aresta) - album: I Feel Good (1994)
- Búvaj, dieťa krásne - (slovenská lidová koleda, arr. Peci Uhečík a Etien Hric) - album: Bratislavská beatová omša 95 (1995), Moje naj (2002)

## C
- Calling my angel - (Barbara Haščáková, Andy / Peter Kollár) - album: Barbara (1997)
- Cause I - (h: /t: ) - album: Secrets of Happiness (2003)
- 'Cause I love you - MC Erik & Barbara - (Erik Aresta, Barbara Haščáková / Erik Aresta) - album: Second (1996), Second and more (1997)
- Come on baby - MC Erik & Barbara - (Barbara Haščáková / Barbara Haščáková) - album: Second and more (1997)

## D
- Dancing queen - MC Erik & Barbara - (Benny Andersson, Stig Anderson, Björn Ulvaeus / Benny Andersson, Stig Anderson, Björn Ulvaeus) - album: Second (1996), Second and more (1997), Me & My Music (2006) - DVD, Gold - Zlaté Hity (1999) - původní píseň nazpívala skupina ABBA
- Do It - Maduar - (Juraj Matyinko, Erik Aresta / Juraj Matyinko, Erik Aresta) - album: I Feel Good (1994), Me & My Music (2006) - DVD
- Do It 2010 - MC Erik & Barbara - (h: /t: ) - album: 2010 (2010)
- Dream A Dream - (h: /t: ) - album: Christmas Album (2004)

## F
- Fire for love - MC Erik & Barbara - (Barbara Haščáková / Barbara Haščáková) - album: Second (1996)
- Fly with Me - (Barbara Haščáková, Tibor Jediný / Barbara Haščáková) - album: Me & My Music (2006)
- Fontána lásky - Barbara Haščáková a Continental Singers Slovakia - (Vašo Patejdl / Jozef Urban) - album: Fontána pre Zuzanu 3 (1999)
- For My Girls - (Barbara Haščáková, Tibor Jediný / Barbara Haščáková) - album: Me & My Music (2006)
- Forever friends - MC Erik & Barbara - (Erik Aresta, Barbara Haščáková / Erik Aresta, Barbara Haščáková) - album: U can't stop (1995), U can't stop 96 version (1996)

## G
- Good vibrations - MC Erik & Barbara - (Brian Wilson / Mike Love) - album: Second (1996), Second and more (1997) - původní píseň nazpívala skupina The Beach Boys
- Got to be friends - MC Erik & Barbara - (Erik Aresta, Barbara Haščáková / Erik Aresta) - album: Second (1996)

## H
- Hark The Herold Angels Sing - (h: /t: ) - album: Christmas Album (2004)
- Hey Man - MC Erik & Barbara - (h: /t: ) - album: Gold - Zlaté Hity (1999)
- Hey You - MC Erik & Barbara - (Barbara Haščáková / Barbara Haščáková) - album: Second (1996), Second and more (1997)
- Here I come - MC Erik & Barbara - (Erik Aresta / Erik Aresta) - album: Second and more (1997)
- Hideaway - MC Erik & Barbara - (Erik Aresta, Barbara Haščáková / Erik Aresta, Barbara Haščáková) - album: U can't stop 96 version (1996)
- High and high - (Barbara Haščáková / Peter Kollár) - album: Barbara (1997)
- Hlas - (Ľubo Priehradník / Jozef Urban) - album: Barbara (1997) (11.12.1979)
- Hral na trúbku - (Barbara Haščáková / Vlado Krausz) - album: Ver, že ja (1999), Moje naj (2002), Me & My Music (2006) - DVD
- Hymna Tralalandu - Miro Noga, Števo Skrúcaný, Marián Labuda, Július Satinský, Barbara Haščáková, Ibrahim Maiga, Paťa Jariabková, Eva Pavlíková a detský zbor Tralalandu - (Anton Popovič / Fero Malec) - album: Tralaland (1997)[2]

## Ch
- Christmas Time - (Barbara Haščáková / Barbara Haščáková) - album: Christmas Album (2004), Me & My Music (2006)

## I
- I Can't Be With You - Mc Erik & Barbara - (h: /t: ) - album: Gold - Zlaté Hity (1999)
- I don't wanna lose you - MC Erik & Barbara - (Erik Aresta / Erik Aresta) - album: Second (1996), Second and more (1997)
- I feel good - Maduar - (Erik Aresta / Erik Aresta) - album: I Feel Good (1994)
- I Feel Good 2010 - Mc Erik & Barbara - (Erik Aresta / Erik Aresta) - album: 2010 (2010)
- I Know What I Want - MC Erik & Barbara - (h: /t: ) - album: 2010 (2010)
- I like it - MC Erik & Barbara - (Erik Aresta / Erik Aresta) - album: Second (1996), Second and more (1997)
- I love this game - MC Erik & Barbara - (Erik Aresta, Barbara Haščáková / Erik Aresta, Barbara Haščáková) - album: U can't stop (1995), U can't stop 96 version (1996), Gold - Zlaté Hity (1999)
- I'm free - MC Erik & Barbara - (Erik Aresta, Barbara Haščáková / Erik Aresta, Barbara Haščáková) - album: U can't stop (1995), U can't stop 96 version (1996), Gold - Zlaté Hity (1999)
- I remember the time - (h: /t: ) - album: Secrets of Happiness (2003)
- I still love you - (h: /t: ) - album: Secrets of Happiness (2003)
- It is Worth It - (Barbara Haščáková, Roman Jediný / Barbara Haščáková, Sonja Moniodis) - album: Secrets of Happiness (2003), Me & My Music (2006)
- Its a day - Maduar - (Juraj Matyinko / Juraj Matyinko) - album: I Feel Good (1994)
- It's your day - MC Erik & Barbara - (Erik Aresta, Barbara Haščáková / Erik Aresta) - album: Second (1996), Second and more (1997), Me & My Music (2006) - DVD, Gold - Zlaté Hity (1999)
- It's Your Day 2010 - MC Erik & Barbara - (Erik Aresta, Barbara Haščáková / Erik Aresta) - album: 2010 (2010)
- It Will Be Fine - MC Erik & Barbara - (h: /t: ) - album: 2010 (2010)
- I Wish Upon A Star - MC Erik & Barbara - (h: /t: ) - album: 2010 (2010)
- I wish an another day - MC Erik & Barbara - (Erik Aresta, Barbara Haščáková / Erik Aresta, Barbara Haščáková) - album: U can't stop (1995), U can't stop 96 version (1996)
- I would be so happy - (h: /t: ) - album: Secrets of Happiness (2003)

## J
- Ja ťa veľmi chcem - MC Erik & Barbara - (h: /t: ) - album: Gold - Zlaté Hity (1999)
- Jesus Light And Salvation - (h: /t: ) - album: Christmas Album (2004)
- Joy To The World - (h: /t: ) - album: Christmas Album (2004)

## K
- Keď príde láska - MC Erik & Barbara - (Erik Aresta, Barbara Haščáková / Erik Aresta, Barbara Haščáková) - album: U can't stop (1995), U can't stop 96 version (1996), Me & My Music (2006) - DVD, Gold - Zlaté Hity (1999)
- Keď príde láska 2010 - MC Erik & Barbara - (Erik Aresta, Barbara Haščáková / Erik Aresta, Barbara Haščáková) - album: 2010 (2010)
- Keď príde láska - (Erik Aresta, Barbara Haščáková / Erik Aresta, Barbara Haščáková) - album: Moje naj (2002)
- K nebu spínam dlane - (Barbara Haščáková / Sonja Moniodis) - album: K nebu spínam dlane (2006)[3]
- Kiss My Honey - MC Erik & Barbara - (h: /t: ) - album: Gold - Zlaté Hity (1999)

## L
- Lady Of Your Life - MC Erik & Barbara - (h: /t: ) - album: 2010 (2010)
- Láska je blízko - (Barbara Haščáková, Andy / Peter Uličný) - album: Ver, že ja (1999)
- Láska z diskotéky - (h: /t: )
- Len tak-tak - (Barbara Haščáková, Andy / Vlado Krausz) - album: Ver, že ja (1999)
- Let the party go on - MC Erik & Barbara - (Erik Aresta, Barbara Haščáková / Erik Aresta, Barbara Haščáková) - album: U can't stop 96 version (1996)
- Like Nobody Else - (Barbara Haščáková / Barbara Haščáková) - album: Me & My Music (2006)
- Living in a world of love - MC Erik & Barbara - (Erik Aresta / Erik Aresta) - album: Second (1996), Second and more (1997)
- Los rayos de la luna - (Barbara Haščáková, Andy / Peter Kollár) - album: Barbara (1997), Moje naj (2002)
- Love me - Maduar - (Juraj Matyinko, Erik Aresta / Juraj Matyinko, Erik Aresta) - album: I Feel Good (1994)

## M
- Me & My Music - (Barbara Haščáková / Barbara Haščáková) - album: Me & My Music (2006)
- Môj Exupéry - (Barbara Haščáková / Jozef Urban) - album: Ver, že ja (1999), Me & My Music (2006)
- Môj Exupéry - Barbara Haščáková a Richard Rikkon - (Barbara Haščáková / Jozef Urban) - album: Richard Rikkon ‎– Uvádza (2006), Me & My Music (2006) - DVD[4]
- Môj svet - (Barbara Haščáková / Miro Jurika) - album: Barbara (1997)
- My dream - MC Erik & Barbara - (Erik Aresta, Barbara Haščáková / Erik Aresta, Barbara Haščáková) - album: U can't stop (1995), U can't stop 96 version (1996)

## N
- Nech šťastie máš - (Barbara Haščáková / Barbara Haščáková) - album: Me & My Music (2006)
- Nech žije kráľovná - (Henrich / Viera Prokešová) - album: Moje naj (2002)
- Nepozerám - Miro Jaroš & Barbara Haščáková - (Miro Jaroš, Marek Danko / Miro Jaroš) - album: Nepozerám (2014), #5 - Miro Jaroš (2014)
- Nestačí milovať - (Ivan Tásler / Daniel Hevier) - album: Ver, že ja (1999), Moje naj (2002)
- Netreba - Maduar - (Barbara Haščáková / Katarína Krajčovičová) - album: I Feel Good (1994)[5]
- Never gonna - MC Erik & Barbara - (Erik Aresta, Barbara Haščáková / Erik Aresta) - album: Second (1996), Second and more (1997), Me & My Music (2006) - DVD, Gold - Zlaté Hity (1999)

## O
- Oh Holy Night - (h: /t: ) - album: Christmas Album (2004)
- One True Thing - (Barbara Haščáková / Barbara Haščáková) - album: Me & My Music (2006)
- Only we are here - (h: /t: ) - album: Secrets of Happiness (2003)
- Otec a mama - Barbara Haščáková a Braňo Holíček a Continental Singers Slovakia - (Vašo Patejdl / Jozef Urban) - album: Fontána pre Zuzanu 3 (1999)

## P
- Pár nocí - (Barbara Haščáková / Miro Jurika) - album: Barbara (1997)
- Peace love unity - Maduar - (Erik Aresta / Erik Aresta) - album: I Feel Good (1994)
- Pie Jesu - (Andrew Lloyd Webber / Andrew Lloyd Webber) - album: Christmas Album (2004)
- Posledný tanec - (Barbara Haščáková, Pavol Habera / Jozef Urban) - album: Ver, že ja (1999), Moje naj (2002)

## R
- Raise your hands - MC Erik & Barbara - (Erik Aresta / Erik Aresta) - album: Second and more (1997)
- Reflection of my heart - (Barbara Haščáková, Andy / Barbara Haščáková) - album: Ver, že ja (1999)
- Rose in a paradise - (h: /t: ) - album: Secrets of Happiness (2003)

## S
- Save the jungle - MC Erik & Barbara - (Erik Aresta, Barbara Haščáková / Erik Aresta, Barbara Haščáková) - album: U can't stop (1995), U can't stop 96 version (1996), Me & My Music (2006) - DVD, Gold - Zlaté Hity (1999)
- Save The Jungle 2010 - MC Erik & Barbara - (Erik Aresta, Barbara Haščáková / Erik Aresta, Barbara Haščáková) - album: 2010 (2010)
- See the light - MC Erik & Barbara - (Erik Aresta, Barbara Haščáková / Erik Aresta) - album: Second (1996)
- Secrets of happiness - (h: /t: ) - album: Secrets of Happiness (2003)
- Sen - MC Erik & Barbara - (Barbara Haščáková / Barbara Haščáková) - album: U can't stop (1995), U can't stop 96 version (1996), Me & My Music (2006) - DVD, Gold - Zlaté Hity (1999)
- Sen 2010 - MC Erik & Barbara - (Barbara Haščáková / Barbara Haščáková) - album: 2010 (2010)
- Sen - (Barbara Haščáková / Barbara Haščáková) - album: Moje naj (2002)
- She's faithful - MC Erik & Barbara - (Barbara Haščáková / Barbara Haščáková) - album: Second and more (1997)
- Silent Night - (Franz Xaver Gruber /t: anglická verzia ) - album: Christmas Album (2004)
- Si jediný - (Barbara Haščáková, Andy / Miro Jurika - album: Barbara (1997), Moje naj (2002)
- Sme iba my - (Barbara Haščáková, Andy / Barbara Haščáková) - album: Ver, že ja (1999)
- Som tu - (Barbara Haščáková, Andy / Miro Jurika) - album: Barbara (1997)
- So tell me - (Barbara Haščáková / Peter Kollár - album: Barbara (1997)
- Srdce, kotva, kríž - Barbara Haščáková a Peter Nagy - (Peter Nagy / Peter Nagy) - album: Barbara (1997), Moje naj (2002), Me & My Music (2006) - DVD[6]
- Startling numero - (Barbara Haščáková / Peter Kollár) - album: Barbara (1997)
- Sugar Sugar - MC Erik & Barbara - (h: /t: ) - album: Gold - Zlaté Hity (1999)
- Summer nights '95 - MC Erik & Barbara - (Jim Jacobs / Warren Casey[7]) - album: U can't stop (1995), U can't stop 96 version (1996), Me & My Music (2006) - DVD, Gold - Zlaté Hity (1999)
- Summer nights '99 - MC Erik & Barbara - (Jim Jacobs / Warren Casey) - album: Gold - Zlaté Hity (1999)

## T
- Tajné miesto - MC Erik & Barbara - (h: /t: ) - album: Gold - Zlaté Hity (1999)
- Tajný dotyk - (Ivan Tásler / Daniel Hevier) - album: Ver, že ja (1999), Moje naj (2002)
- The Light of My Life - (Barbara Haščáková, S.S.) - album: Me & My Music (2006)
- The song about us - (h: /t: ) - album: Secrets of Happiness (2003)
- To čo je vzácne - (Barbara Haščáková / Miro Jurika) - album: Barbara (1997), Moje naj (2002), Me & My Music (2006) - DVD
- To čo je vzácne - Barbara Haščáková a Martin Babjak - (Barbara Haščáková / Miro Jurika) - album: Poetica - Duety - Martin Babjak (1999)
- To nie je zlé - (Barbara Haščáková, Andy / Vlado Krausz) - album: Ver, že ja (1999)
- Ty a ja - Barbara Haščáková a Miro Žbirka - (Miro Žbirka / Miro Žbirka) - album: Meky (1997), Moje naj (2002), Me & My Music (2006) - DVD
- Ty si slnko, ja som dážď - Barbara Haščáková a Deph (rap) - (Peter Nagy / Peter Nagy, Deph) - album: Barbara (1997), Moje naj (2002)

## U
- U can't stop - MC Erik & Barbara - (Erik Aresta, Barbara Haščáková / Erik Aresta, Barbara Haščáková) - album: U can't stop (1995), U can't stop 96 version (1996), Me & My Music (2006) - DVD, Gold - Zlaté Hity (1999)
- U Can't Stop 2007 - MC Erik & Barbara - (Erik Aresta, Barbara Haščáková / Erik Aresta, Barbara Haščáková) - album: 2010 (2010)
- Until I can go back - (h: /t: ) - album: Secrets of Happiness (2003)
- Úsmev ’95 - (h: /t: )

## V
- V mojom území - (Barbara Haščáková, Andy / Vlado Krausz) - album: Ver, že ja (1999)
- Ver, že ja - (Barbara Haščáková / Barbara Haščáková, Andy) - album: Ver, že ja (1999)

## W
- We are free (09-11-2001) - (h: /t: ) - album: Secrets of Happiness (2003)
- What Child Is This - (h: /t: ) - album: Christmas Album (2004)
- When Love is calling - MC Erik & Barbara - (Erik Aresta, Barbara Haščáková / Rainbow) - album: U can't stop 96 version (1996)

## X
- Xmas Time - (h: /t: ) - album: Christmas Album (2004)

## Y
- You're Calling, You Say - (Barbara Haščáková / Barbara Haščáková) - album: Me & My Music (2006)
- You are the King of my heart - (h: /t: ) - album: Secrets of Happiness (2003)
- You know very well - (h: /t: ) - album: Secrets of Happiness (2003)
- You will Not! - (Barbara Haščáková, Wollflow / Barbara Haščáková) - album: Secrets of Happiness (2003), Me & My Music (2006), 2010 (2010)